# Rombicubottaedro
In geometria solida il rombicubottaedro (o piccolo rombicubottaedro) è uno dei tredici poliedri archimedei.
Ha 26 facce, di cui 18 quadrate e 8 triangolari, 48 spigoli e 24 vertici, in ciascuno dei quali concorrono tre facce quadrate e una triangolare.

## Area e volume
L'area A ed il volume V di un rombicubottaedro i cui spigoli hanno lunghezza a sono le seguenti:
{\displaystyle A=(18+2{\sqrt {3}})a^{2}}
{\displaystyle V=(4+{\begin{matrix}{10 \over 3}\end{matrix}}{\sqrt {2}})a^{3}}

## Dualità
Il poliedro duale del rombicubottaedro è l'icositetraedro deltoidale (o icositetraedro trapezoidale).

## Simmetrie
Il gruppo delle simmetrie del rombicubottaedro ha 48 elementi; il gruppo delle simmetrie che preservano l'orientamento è il gruppo ottaedrale {\displaystyle O\cong S_{4}}. Sono gli stessi gruppi di simmetria del cubo, dell'ottaedro e del cubottaedro.
| cubo | rombicubottaedro | ottaedro |

## Altri solidi
Il rombicubottedro può essere ottenuto per espansione, ovvero per allontanamento delle facce di un solido dal suo centro, del cubo o dell'ottaedro. Un altro modo per ottenere il rombicubottedro a partire dal cubo o dall'ottaedro è quello di troncare al contempo tanto le cuspidi quanto gli spigoli del solido di partenza.
Le otto facce triangolari e sei delle facce quadrate del rombocubottaedro giacciono dunque sui piani delle facce di un ottaedro e di un cubo, rispettivamente. Le rimanenti dodici facce quadrate giacciono sugli stessi piani delle facce di un dodecaedro rombico.
Il rombicubottaedro viene talvolta impropriamente chiamato cubottaedro troncato o dodecaedro rombico troncato, sebbene la troncatura dei 12 vertici del cubottaedro o dei 14 vertici del dodecaedro rombico dia in realtà luogo a solidi con alcune facce rettangolari anziché quadrate. 

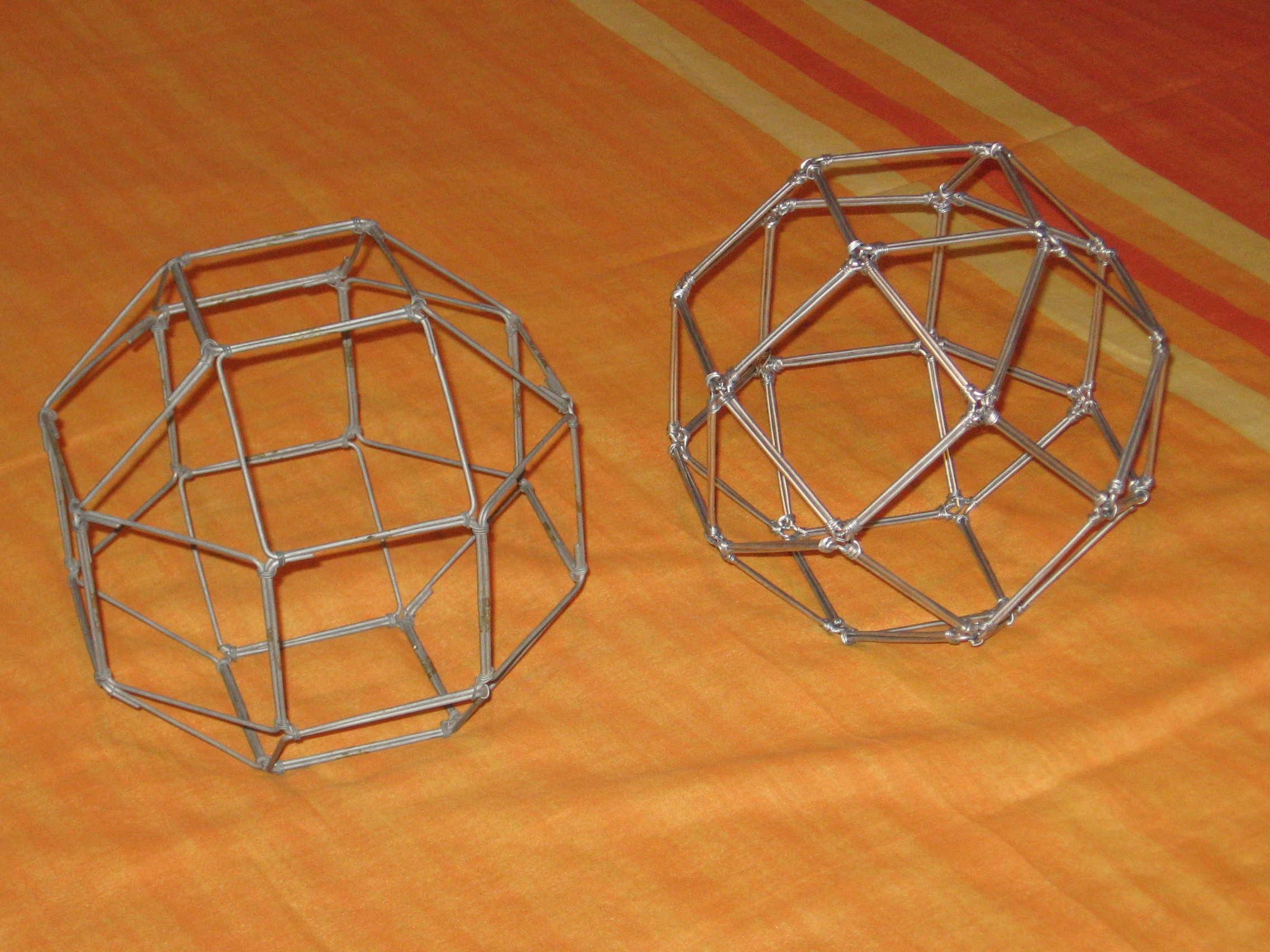
Il rombicubottaedro (ortobicupola quadrata elongata) e la girobicupola quadrata elongata.

## Bicupola quadrata elongata
I 48 spigoli del rombicubottaedro formano, a gruppi di otto, 6 ottagoni che giacciono a coppie su piani paralleli. Tagliando il rombicubottaedro lungo due di questi piani si ottengono un prisma ottagonale e due copie identiche della cupola quadrata, un solido di Johnson. Poiché le due cupole quadrate sono allineate in modo che ad ogni quadrato di una corrisponda un quadrato dell'altra e che ad ogni triangolo dell'una corrisponda un triangolo dell'altra, il rombicubottaedro può anche essere chiamato ortobicupola quadrata elongata. Allineando invece quadrati con triangoli e triangoli con quadrati si ottiene la girobicupola quadrata elongata.
| tassellazione con cubi e tetraedri | tassellazione con cubi e cubottaedri |

## Tassellatura
Il rombicubottaedro può tassellare lo spazio insieme ad altri poliedri; due possibili tassellazioni sono illustrate a fianco.